# 保坂展人
保坂 展人（ほさか のぶと、1955年〈昭和30年〉11月26日 - ）は、日本の政治家、学生運動家。世田谷区長（第10代）。
衆議院議員（3期）、社会民主党副幹事長、総務省顧問（鳩山由紀夫内閣）等を歴任した。

## 来歴

### 幼少期
宮城県仙台市生まれ。祖父保坂貞義は1935年（昭和10年）から1940年（昭和15年）まで、宮城県第二高等女学校（後の宮城県第二女子高等学校、現在の宮城県仙台二華高等学校）第10代校長を務め、在職中に死去している。父親はNHK仙台放送局勤務を経て東京勤務となり、一家で東京に転居している。小学校6年時の1969年12月の第32回衆議院議員総選挙で日本社会党は140から90議席へと惨敗したが、保坂は「日本社会党の敗退」のテーマで自由研究を制作した。

### 学生運動
千代田区立麹町小学校から千代田区立麹町中学校へ進学。中学在学中、当時世間を席巻していた学園闘争の影響を受け、「麹町中全共闘」を校内に結成。機関紙「砦」の発行やビラ配り、大学生ML派による集会への参加等、積極的な運動を行っていた。そうした学生運動をしていた事実について中学校での内申書に書かれ、高校受験の面接では面接官からの質問が思想にまつわるものに集中。受験した全日制高校は全て不合格となった。
受験先の全日制高校が不合格であったため、東京都立新宿高等学校の定時制に進学した（のちに中途退学）。なお、自身が学生運動をしていた経歴が内申書に書かれたために全日制高校に入学できず、学習権が侵害されたとして千代田区と東京都を相手どり、国家賠償法に基づき、損害賠償請求訴訟を起こした。一審・東京地裁は慰謝料請求を認めたが、二審・東京高裁は内申書を執筆した教員の裁量を認め、保坂側が敗訴。最高裁判所に上告したが、最高裁は単に経歴を記載したにすぎず「思想、信条そのものを記載したものではないことは明らか」として上告を棄却した（麹町中学校内申書事件）。

### フリーライター
その後、フリーライターとして管理教育の打破を主張する活動を開始した。若者が自由に出入りできるフリースペース「青生舎」を1976年から1996年まで運営し、ミニコミ誌「学校解放新聞」を発刊した。フリーライター時代、飲酒により退学処分を受け、学校を提訴し係争中だった西原理恵子を取材している。西原とはその後、カット描きの仕事を紹介するなど交友が続いた。また、公文教育研究会が提唱する公文式にも否定的であり、公文式の手法を批判する本も執筆した。 保坂らが運営していた青生舎で1983年3月から学校解放新聞を発行しており、創刊号に西原理恵子のイラストが掲載されている。
1987年の東京都知事選挙で日本社会党が候補者を決めることができずにいた時、保坂は仲間とともに自主的に土井たか子の擁立運動を勝手に仕掛けた（勝手連）。結局、社会党は元参議院議員の和田静夫を推薦候補として立てるが、この時のやりとりをきっかけに、土井とよく話をするようになった。1989年の参院選には、カメラマンを連れた土井たか子の全国遊説にジャーナリストとして同行取材した。
1996年1月に日本社会党が社会民主党へ党名変更がされた。同年9月23日に土井が村山富市社民党党首から二度目の党首を打診されたことに土井自身が激怒していることを土井本人から告げられた。保坂は、2度目の党首就任となることを拒否していた土井と村山の数日間の話し合いの全てに参加した。1996年9月27日、衆議院は解散。翌28日には、土井は激怒していた社会民主党の党首職に結局就任し、社会党委員長以来の党首に復帰した。

### 国政進出
1996年10月4日、社会民主党は「土井たか子を支える会」メンバーから3人を衆議院選挙の候補として擁立することを決定。記者会見で、ピースボート創立者の辻元清美、市民団体代表の中川智子は比例近畿ブロックから、保坂は比例東京ブロックから出馬することが発表された。
それから4日後の10月8日、第41回衆議院議員総選挙が公示。党は辻元を比例の1位、中川を2位に登載し、保坂は東京22区に転じた。10月20日の投開票で、辻元と中川は初当選。保坂は新進党の伊藤達也や旧民主党の山花貞夫らに破れ東京22区では得票数5位で落選したが、重複立候補していた比例東京ブロックで復活し、初当選した。なお小選挙区での得票率はわずか5.89%であり、「有効投票総数×1／10未満(衆議院小選挙区選挙)」を下回るために 供託金は没収された。供託金没収の得票率でも当選した保坂の事例をきっかけに、「小選挙区での得票率が著しく低い候補者」の比例復活の制限が主張されるようになった。実際に公職選挙法は改正され、以降より小選挙区での得票率が有効票数の1割(10%)を下回った場合は、比例での復活ができなくなった。
2000年の第42回衆議院議員総選挙では東京6区に国替えし社民党公認で出馬。得票数は石井紘基（民主党）、落選した自由民主党の越智通雄を下回る3位であったが、再度比例復活により再選。石井の死去に伴う補欠選挙には出馬を見送り、2003年の第43回衆議院議員総選挙にも東京6区から出馬するが、小宮山洋子、越智隆雄（越智通雄の長男、落選）の後塵を拝し、3位で落選した。得票が有効投票数の10分の1に満たなかったため、供託金を没収され、議席を失った。また、社民党は東京ブロックでの比例議席も失っている（前述の理由で、比例議席を確保していたとしても保坂の復活当選はできなかった）。
2005年の第44回衆議院議員総選挙では、選挙区からの出馬を断念し比例東京ブロック単独で立候補した。社民党は比例東京ブロックでも議席を獲得できなかったが、この総選挙では自民党が大勝し、東京で立候補した候補者の大半が小選挙区で当選したため（比例復活は18区で菅直人に敗れた土屋正忠のみ）、比例では自民党に8議席が配分されたものの、候補者が7人しかおらず、残る1議席が公職選挙法のドント方式により、比例ブロック次点の社民党に回された。社民党の名簿1位の中川直人は小選挙区で有効票数の1割を獲得できなかったため比例復活できず、保坂が当選した。2007年12月、社民党副幹事長に就任。
2009年の第45回衆議院議員総選挙では、選挙協力により東京6区から8区に国替えし、社民党公認、民主党、国民新党、東京・生活者ネットワーク推薦で出馬した。しかし自民党の石原伸晃に敗北し、比例復活もならず落選した（今度は比例ブロックでの議席獲得はなかった）。
落選後は社民党の「前衆議院議員」との身分となっていたが、2009年10月23日、鳩山由紀夫内閣で総務大臣を務める原口一博により、「総務省顧問」に任命された。社民党副幹事長の職に留まっていたが、2010年1月に辞任（後任は服部良一）。また同年の第22回参議院議員通常選挙への出馬を見据え、同年3月に総務省顧問も辞任した。2010年7月の参院選には社民党公認、生活者ネット推薦で比例区から出馬するも、再び落選した（当選者は福島瑞穂、吉田忠智の2名）。

### 世田谷区長選挙立候補以後
2011年4月6日、記者会見を開き世田谷区長選挙への立候補を表明。なお区長選への出馬に際し、社民党を離党した。区長選には5人が立候補したが、自民党は当初は世田谷区議会議長の自民党区議（川上和彦）を候補とする予定であったが、花輪智史世田谷区議支援派とで保守分裂した。そのため、犬伏秀一大田区区議によると自民党勝利は余裕視されたもの、保守分裂によって左派候補である保坂が83,983票を獲得し当選することとなった（花輪と川上の合計得票数は138,784票）。保坂は社民・国民新・新党日本・生活者ネットの4党からの支持、隣接する杉並区の区長田中良らの応援も受け、初当選した（2位は花輪智史の78,444 票、3位は川上和彦60,340票）。なお、候補者氏名を記入する投票による選挙で保坂が当選するのは、これが初めてである（衆議院議員選挙での3期全て比例代表で当選）。
2015年の区長選挙では、民主、共産、社民、生活者ネットの実質支援を受けて臨んだ。自民、公明、次世代推薦で、舛添知事の支援を受けた久保田英文との一騎討ちとなったが、久保田の得票（96,416票）および自身の前回得票の2倍を上回る196,068票を獲得した保坂が再選された。
2019年の区長選挙でも、引き続き立憲、共産、社民、生活者ネットの実質支援を受けて臨んだ。自民推薦の世田谷区議会前議長、三井美穂子が立候補し前回に続き一騎打ちとなった。保坂は189,640票（61.1%）、三井は120,898票（38.9%）で保坂が再選された（任期満了は2023年4月26日）。
2023年4月23日の世田谷区長選挙では、自民と維新が推薦した無所属新人の内藤勇耶との一騎打ちの結果、再選された（保坂186,553票、内藤147,361票）。

## 政策・活動

### 国会の質問王
- 保坂が2005年に2選した時、社民党は国会での議席数を大きく減らしており、国会で割り当てられる質問時間は限られていた。そこで保坂は質問主意書を利用し、死刑の廃止についての質問や通信傍受法案に対する批判、年金財政のデータ公開要求等を行った[20]。
- 国政復帰後も共謀罪や教育基本法審議で論陣を張り、共謀罪では「目配せでも成立」の答弁を南野知惠子法務大臣から引き出した[21]。また2006年4月26日に東京・永田町の参議院議員会館で行われた「共謀罪に反対する超党派国会議員と市民の緊急院内集会」で呼びかけ人を務めた[22]。
- 教育改革タウンミーティングの「発言者謝礼5,000円」問題や裁判員制度広報費問題では最高裁判所の不適切な契約を追及した[23]。
- 国会質問数は第171回国会で546回を超え、朝日新聞で「国会の質問王」と評されたこともある[24]。

### 表現規制・インターネット規制への反対
- 青少年保護を理由とした有害図書規制にも批判的で、2003年の第43回総選挙ではコミックマーケット準備会代表であった米澤嘉博らが推薦人に名を連ねた（ただし米澤は個人としての推薦で、コミックマーケット準備会自体が推薦したわけではない）。2005年12月の「コミックマーケット69」に初めて参加（一般参加者）した[25]。
- 2006年12月1日の衆議院文部科学委員会で現行著作権法の規定ではダウンロード違法化が実現したときに国会インターネット審議中継のビデオライブラリの配信が違法となってしまう可能性があるのではないかと指摘したのに対し、文化庁が「参考人質疑など被写体となった当事者の許諾を得ることが必要となる」と答弁するなどその事実を認めた[26]。
- 2008年、児童ポルノ禁止法について新たに単純所持の禁止などを追加する改正の動きに対し、慎重な議論を求める請願を255人の署名とともに衆議院に提出。児童ポルノ画像や映像の所持・取得に罰則を設けることは「多くのえん罪事件や捜査権の乱用、プライバシー侵害や行き過ぎた監視国家化が引き起こされる」と主張し、新たな罰則を設けないよう求め。児童ポルノの定義を明確なものにすることや、イラストを同法に含めないことも求めている[27][28]。
- 2008年11月10日に動画投稿サイトニコニコ動画のコンテンツであるニコニコ生放送で「青少年ネット規制法」の制定や「児童ポルノ禁止法」の改正についてのネット政策討論会を行う。20時20分より開場し開演は20時30分から、終了したのは21時30分。事前に「ニコ割アンケート」で児童ポルノ禁止法、ネット規制問題に対するユーザーの考えを聞き、その結果に基づいて進行した[29][30]。
- 2009年4月4日にコンテンツ文化研究会の主催により、「児童ポルノ禁止法」やインターネット規制をテーマにした「保坂展人と語る、マンガ規制・ネット規制の今」に参加した。当イベントには保坂展人のほか、山口貴士、渋井哲也も参加[31]。

### 通信傍受法と盗聴事件
- 1999年の通信傍受法案審議中、自分の携帯電話が「盗聴」されていると告発した[32]。保坂がテレビ朝日『朝まで生テレビ!』に出演した際の交渉会話が記録された怪文書が朝日新聞社に届けられ、これは警察が試験的に始めた通信傍受によるものという内容だったという。実態はわからないが、当時の与党からは「組織的犯罪対策三法成立を妨害しようとした者の犯行ではないか」（野田毅自治大臣）という批判も出た。また、電話の相手は普段は平河クラブ（与党担当の記者クラブ）・宏池会担当のテレビ朝日記者であったという。保坂は被疑者不詳のまま検察に告訴したが、2000年、証拠不十分で不起訴処分となった[33]。

### 新型コロナ対策と「世田谷モデル」
- 2020年8月4日、保坂は日本記者クラブにおいてPCR検査を「いつでも、どこでも、何度でも」受けることを目指す「世田谷モデル」を提唱した[34]。1日のPCR検査数を360件から拡充し、最終的には2,000件から3,000件を目指すと発表した。そのほか、介護、医療、保育など人と人との接触を避けることが難しいエッセンシャルワーカーに定期的な検査を実施することも明言した。国が実施していた行政検査とは違い、症状がない人や感染に不安を感じる人も検査の対象となると説明した。これを受けて、2020年8月11日、世田谷区医師会は、運営する「世田谷区医師会ＰＣＲ検査センター」と、この「世田谷モデル」は全く関係ないことを発表。「医療的検査機能を保つためにも、社会的検査は切り離して行われるべき」と発表した[35]。

世田谷モデルは国の新型コロナウイルス感染症対策分科会の意図に沿わない事業であったが、メディアでは好意的に報道された。しかし予算規模は4億円程度であり、90万人の世田谷区民全員を検査するという当初の目標は介護施設職員ら2万5000人程度に大幅に縮小された。世田谷モデルの検査は2020年9月末に終了となるまで、延べ1万5706人が利用した。そのうち、25人の陽性が判明したほか、区内の特養で職員と入所者計15人のクラスター発生を確認した。保坂は「施設関係者の感染を減らし、医療の逼迫を抑える効果はあった」と評価しているが、名古屋市立大学の鈴木貞夫は検査数と陽性判明者の数から、保坂の評価を肯定することは難しいとし、予算規模からこの結果は予測できていたと指摘している。
- 2022年1月18日、オミクロン株の感染が広がる中、21日から一か月の間、抗原定性検査キットの無料配布を発表[38]。予想を上回る需要があり、予定を前倒し27日に配布終了となった。無料配布された検査キットは計3万8388個であった。読売新聞の世田谷区に対する取材によると、一部の抗原定性検査キットがインターネットオークションサイトなどで出品されていたことが判明。「検査キットは検査が必要な人に配ったはず。供給不足に乗じて、お金もうけのために使われそうになったのは残念だ」と釈明した[39]。

### その他
- 公共事業チェック議員の会事務局長を務め、静岡空港建設反対運動[40] やグリーンピア問題にも取り組んだ。2003年には静岡空港建設反対の国会議員署名運動の発起人になった[41]。
- 選択的夫婦別姓制度導入に賛同する[42]。
- いじめや体罰に否定的な立場をとる。2017年8月20日に世田谷区教育委員会が主催したジャズバンドの演奏会で、トランペット奏者の日野皓正が男子中学生に対して「往復ビンタ」をした問題について、同年8月31日に、日野が行き過ぎた指導をおこなったとしつつ、男子中学生の保護者が日野に感謝していると聞いているとも述べた[43]。これに対し「体罰を容認するものでは」という意見が出たことについて、9月11日の定例記者会見で、体罰容認の風潮を助長しようとは一切考えていないと釈明し、日野の行為は体罰に差し掛かる手前だったと述べた[44]。

## 批判

### 公用車の使用に関する報道
デイリー新潮と文春オンラインに公用車の使用に関する疑惑についての報道が掲載された。国会議員時代から住んでいた狛江市の家と世田谷区内のマンションの二重拠点生活をし、公用車の利用記録から、区内の自宅には年換算だと毎月の半分しか過ごしていないことが判明しているという。 区の規定によれば、公用車は自宅と役所など公務を行う場所や、公務と公務が続く場合に、使用が認められている。世田谷区内のマンションと狛江市の家の間を公用車で移動していることが『公用車の利用は自宅と公務を行う場所の間の移動』に限るというルールに抵触している、「狛江の一軒家」が災害など危機管理の観点から問題とされ、区側は答弁で代沢にしか「防災無線」がないことを認めている、自身が所属していた社民党などの政治家の応援など個人的な政治活動にも公用車を用いていると報道した。
この報道に対して保坂は、自治体の首長はその自治体に居住しなければならないという居住要件は存在しないこと、国会議員時代から自宅は世田谷に隣接する狛江にあること、区長の仕事は多忙を極めることから区役所近くマンションを借りている、狛江の自宅は区の西端の喜多見との境界に位置しており、成城学園前にある砧総合支所や北部にある烏山総合支所、二子玉川などの区の要所とも近いとしており、自宅や公用車にも防災行政無線を配備し、公用携帯電話の所持や連絡体制が整備されているという。この事実は2016年6月15日の世田谷区議会定例会において、世田谷区からの答弁で明らかにされており、防災対策では問題にはなっていないと主張している。政治家の講演会に公用車で向かったという指摘に対しては、定例記者会見の後、公務で渋谷区に滞在後、移動する車中で区政に関する連絡及び相談をする必要があったため、公用車を千代田区まで使用、帰路の使用はなく、適正に使用したと主張している。

### 家具購入費用に関する報道
2023年2月、文春オンラインなどにより、区役所の建て替えに伴い、区長の机と椅子だけで約85万円、執務用の棚や応接チェアなど合わせて約1200万円という法外な額が計上されたと報道された。保坂はこの報道について、昨年度の検討段階の案であり、入札、契約が決まっておらず、区長指示で購入金額の低減に向けた調査をしており、大幅の見直しを進めていると主張。また、購入までに入札手続で適正性が確保されるとし、2023年3月3日、保坂は区役所の家具購入に関連した虚偽の報道を行ったとして、新潮社に対して、謝罪広告等を求める訴訟を東京地裁に提起した。2024年4月25日、東京地方裁判所で、「区長室などの備品は484万円余りで落札された、また、公金から1200万円が支出された事実は存在せず、記事が真実だとは認められない」と判決された。

### 退職金に関する報道
2011年の世田谷区長選で、「4年で2500万、8年で5000万円の区長退職金を廃止する」との公約を掲げて当選したが、2019年には公約に反して『区長の業務は大変だから』と全額受給した。2023年春にある3期目の終わりの退職金も受給するのではないかと指摘されている。

### パーティー券の購入依頼報道
2013年の政治資金パーティー開催時、保坂の部下である区の部長級職員46名のうち大半にパーティー券（定価15,000円）の購入を求める郵便が発送された。世田谷区議の大庭正明は区議会決算委員会で「部長の中には『これは踏み絵だ』『困ってしまう』と言っている人もいる。」と指摘し、合わせて「公務員の政治的中立性の面から大問題だ」と指摘した。この問題を受けて保坂は、政治資金パーティーへの区職員幹部の招待を取り消すことを表明した。

## 人物
- 1996年初当選の辻元清美や中川智子、また1998年に参院議員に初当選した福島瑞穂らと共に「土井チルドレン」と呼ばれ、労働組合との関係が比較的薄い「市民派」の議員と見做されていた。
- 1998年、「百万人署名運動」の呼びかけ人を務めていた[55]。
- 2002年に北朝鮮による拉致問題に関連して、土井たか子や福島瑞穂・辻元清美らと共に主流の経済制裁を拒否して対話路線を支持した。2010年9月26日には『「高校無償化」からの朝鮮学校排除に反対する全国集会』に参加し、高校無償化法を朝鮮学校、高等専修学校に適用するように働きかけることを約束した[56]。
- 2004年6月、東京都狛江市長選挙に立候補した、現職の矢野裕の応援演説を行った。矢野は日本共産党の党員であり、他党に所属する非共産党員が、落選中であっても日本共産党の候補者の応援をするのは極めて稀であった。なお、矢野市政での狛江市議会において社民党会派は与党勢力には加わっていなかった。なお、後に保坂が区長になった世田谷区議会で日本共産党は当初は区長選で対立候補を擁していたが、2期目では上記の通り、事実上の支援を行った。日本共産党の公式HPでも、世田谷区議会は与党と位置づけている[57]。
- 2019年11月17日、憲法9条の改正に反対する首長や首長経験者による「全国首長九条の会」の結成総会が、明治大学のリバティータワーで開かれた。保坂も賛同者として参加。同日時点の呼び掛け人・賛同者は131人で、うち現職は13人[58][59][60]。

## 所属団体・議員連盟
- チャイルドライン設立推進議員連盟（事務局長）
- 死刑廃止を推進する議員連盟（事務局長）
- 公共事業チェック議員の会（事務局長）

## 著作

### 単著
- 『麹町中学へ死の花束を―造反の青春を生きる』たいまつ社［たいまつ新書］、1978年
- 『いこうぜ元気印! 学校地獄からの脱出』野草社（新泉社）［80年代別冊］、1981年
- 『先生、涙をください! 学校からの緊急報告 保坂展人の元気印レポート』集英社、1983年
- 『ガンバレ!はみだしっ子 チコは学校に行かない』ポプラ社［ポプラ・ノンフィクション］、1984年
- 『街で発光せよ 学校を超えて』筑摩書房、1984年
- 『学校に行きたくない 元気印レポート2』集英社、1984年[注釈 2]
- 『やったね!元気くん 元気印レポート3』集英社、1985年
- 『学校が消える日』晶文社、1986年
- 『元気印青春論 もっと自分らしく生きようぜ!』大和出版、1986年
- 『造反有理読本 楽シイ反逆ノススメ』風媒社、1987年
- 『あたたかい人間のことばで伝えたい 3メートルの距離から見た土井たか子』リヨン社、1990年
- 『子どもが消える日』六興出版、1991年
- 『カオスの海を渡るには 世紀末の時代を読む』群羊社、1994年
- 『子どもが消える日』労働教育センター、改訂新版、1994年
- 『いじめの光景』集英社文庫、1994年
- 『学校は変わったか こころの居場所を求めて』集英社、1994年
- 『危ない公文式早期教育』太郎次郎社、1994年
- 『続・いじめの光景 こころの暴力と戦う!』集英社集英社文庫］、1995年
- 『ちょっと待って!早期教育』学陽書房、1996年
- 『保坂展人のザ・質問 1年生議員100回の国会質疑&質問主意書全記録』（社会新報号外）保坂展人と元気印の会、1998年
- 『学校を救え！』ジャパンタイムズ、1999年
- 『次世代政治家活用法 困ったとき、怒ったときにあきらめるな!』リヨン社、2003年3月 ISBN 4-576-03056-6
- 『保坂展人のザ・質問 国会質問300回記念第156国会質問集2』（社会新報号外）保坂展人と元気印の会、2003年
- 『年金のウソ 隠される積立金147兆円』ポット出版、2004年6月 ISBN 4-939015-66-1
- 『年金を問う 本当の「危機」はどこにあるのか』岩波書店［岩波ブックレット］、2004年10月 ISBN 4-00-009337-1
- 『保坂展人のザ・質問3』保坂展人と元気印の会、2005年
- 『学校だけが人生じゃない』結書房、2006年11月 ISBN 4-902127-10-5
- 『保坂展人のザ・質問4』保坂展人と元気印の会、2007年
- 『保坂のぶとの現場レポート 八ッ場ダムはなぜ止まらないのか』（DVD作品）ほんの木、2010年
- 『闘う区長』集英社［集英社新書］、2012年
- 『88万人のコミュニティデザイン　希望の地図の描き方』ほんの木、2014年
- 『脱原発区長はなぜ得票率67％で再選されたのか?』ロッキング・オン、2016年
- 『〈暮らしやすさ〉の都市戦略――ポートランドと世田谷をつなぐ』岩波書店、2018年

### 共著
- （鈴木孝子）『子どもたちの悲鳴　体罰シンドロームの学校で』風媒社、1985年
- （辛基秀、伊藤ルイ、寺本知、鎌田慧）『生きることについて 1984年度 同和教育学習資料』枚方市、1985年
- （青生舎編）『元気印大作戦』角川書店［角川文庫］、1985年
- （金山福子）『やだもん 保坂展人の元気印ランド』小学館、1987年[61]
- （庄司博一ほか）『行政改革その軌跡と展望 第6巻 年金改革に潜む行革 1982-1989』記録ジャーナル社、1989年
- （土居充夫ほか）『行政改革その軌跡と展望 第5巻 臨教審何処へ 1982-1989』記録ジャーナル社、1989年
- （ハイサイ、宝島編集部編）『喜納昌吉チャンプルーブック　Earth spirit』JICC出版局、1991年
- （安達倭雅子、辻あづさ他）『いじめ　いま、親にできること』木馬書館、1995年
- （鎌田慧）『いじめられている君へ いま言えること、伝えたいこと』徳間書店、1995年
- （井上俊、上野千鶴子、大沢真幸、見田宗介、吉見俊哉編）『岩波講座現代社会学15 差別と共生の社会学』岩波書店、1996年
- （三沢直子）『愛することと働くこと 学校・家族・仕事をめぐる対話』築地書館、1997年
- （福島瑞穂）『盗聴法はいらない』社会民主党全国連合機関紙宣伝局、1999年
- （三沢直子、宮台真司）『居場所なき時代を生きる子どもたち』子ども劇場全国センター出版局、1999年
- （だめ連、宮崎学ほか）『TALKING Loft 3世 Vol.2 新宿歌舞伎町Loft/Plus ONEトーク集』ロフトブックス、1999年
- （年報・死刑廃止編集委員会編）『年報・死刑廃止 99』インパクト出版会、1999年11月
- （斎藤次郎、吉永みち子）『こうすれば学校を救える』風媒社ブックレット、2000年
- （太田誠一、池坊保子、田中甲、石井郁子）『きこえますか子どもからのSOS  児童虐待防止法の解説』ぎょうせい、2001年
- （教育と医学の会編）『現代人の心の支援シリーズ2 知と感性をそだてる－児童期－』慶應義塾大学出版会、2002年
- （一番ヶ瀬康子、小沼肇編）『子どもと福祉文化 実践・福祉文化シリーズ 第2巻』明石書店、2004年
- （岩瀬達哉、大川豊）『官の錬金術 失業保険1兆円はどこへ消えたか』WAVE出版、2005年11月 ISBN 4-87290-237-8
- （海渡雄一）『共謀罪とはなにか』岩波書店〈岩波ブックレット〉、2006年10月 ISBN 4-00-009386-X
- （福島瑞穂編）『憲法学校 “憲法と私”を考える集中授業』明石書店、2007年
- （阿部とも子）『どうなる！？高齢者の医療制度』ジャパンマシニスト社、2008年6月 ISBN 978-4-88049-183-7
- （土井たか子、村井吉敬、アジア人権基金編）『アジア・ヒューマンライツ アジア人権基金の歩み』梨の木舎、2010年
- （天空企画編）『ウチナー・パワー』コモンズ、2010年
- （リヒテルズ直子）『親子が幸せになる 子どもの学び大革命』ほんの木、2018年

### 編著
- 『先輩が怖い！ 中学生に広がる新・身分制度』リヨン社、1989年

### 共編著
- （尾山奈々）『花を飾ってくださるのなら 奈々15歳の遺書』講談社、1986年
- （村上義雄、中川明）『体罰と子どもの人権』有斐閣［有斐閣人権ライブラリイ］、1986年
- （福音館書店編集部）『手紙青春模様2 いま、時代のなかへ』福音館書店、1987年
- （福音館書店編集部）『手紙青春模様1 校庭のかたすみから』福音館書店、1987年
- （トーキング・キッズ）『先生、その門を閉めないで  告発・兵庫県立神戸高塚高校圧死事件』労働教育センター、1990年
- （平野裕二）『困った先生（コマセン）白書』日新報道、1991年
- （S・I戦略研究グループ）『高校サバイバル戦略』日本ドリコム、1992年
- （山本ななえ）『あきらめなかった少女たち 傷ついた心のネットワーク』リヨン社、1996年
- （岡崎勝共）『佐世保事件からわたしたちが考えたこと 思春期をむかえる子と向きあう』ジャパンマシニスト社［Oha special］、2005年3月 ISBN 4-88049-144-6

## 選挙歴
| 当落 | 選挙                     | 執行日         | 年齢 | 選挙区   | 政党       | 得票数     | 得票率 | 定数 | 得票順位 /候補者数 | 政党内比例順位 /政党当選者数 |
| ---- | ------------------------ | -------------- | ---- | -------- | ---------- | ---------- | ------ | ---- | ------------------ | ---------------------------- |
| 比当 | 第41回衆議院議員総選挙   | 1996年10月20日 | 40   | 東京22区 | 社会民主党 | 1万3904票  | 5.90   | 1    | 5/6                | 1/1                          |
| 比当 | 第42回衆議院議員総選挙   | 2000年06月25日 | 44   | 東京6区  | 社会民主党 | 3万8167票  | 15.16  | 1    | 3/6                | 1/1                          |
| 落   | 第43回衆議院議員総選挙   | 2003年11月09日 | 47   | 東京9区  | 社会民主党 | 2万3320票  | 9.24   | 1    | 3/4                | /                            |
| 当   | 第44回衆議院議員総選挙   | 2005年09月11日 | 49   | 比例東京 | 社会民主党 |            |        | 17   | /                  | 1/1                          |
| 落   | 第45回衆議院議員総選挙   | 2009年08月30日 | 53   | 東京8区  | 社会民主党 | 11万6723票 | 39.52  | 1    | 2/4                | 1/0                          |
| 落   | 第22回参議院議員通常選挙 | 2010年07月11日 | 54   | 比例区   | 社会民主党 | 6万9214票  | 11.02  | 48   | /                  | 3/2                          |
| 当   | 世田谷区長選挙           | 2011年4月24日  | 55   |          | 無所属     | 8万3983票  | 30.70  | 1    | 1/5                | /                            |
| 当   | 世田谷区長選挙           | 2015年4月26日  | 59   |          | 無所属     | 19万6098票 | 67.03  | 1    | 1/2                | /                            |
| 当   | 世田谷区長選挙           | 2019年4月21日  | 63   |          | 無所属     | 18万9640票 | 61.07  | 1    | 1/2                | /                            |
| 当   | 世田谷区長選挙           | 2023年4月23日  | 67   |          | 無所属     | 18万6553票 | 55.86  | 1    | 1/2                | /                            |